# Caterina Valente/Diskografie
Diese Diskografie ist eine Übersicht über die musikalischen Werke der deutsch-italienischen Sängerin Caterina Valente und ihrer diversen Pseudonyme wie z. B. Catrins Madison Club, Club Argentina, Club Honolulu, Club Indonesia und Club Manhattan.
Laut Bild und Pressebericht der Zeitschrift Quick wurde sie bereits 1956 mit einer Goldenen Schallplatte von der Industrie für vier Millionen Verkäufe ausgezeichnet.
Einem Bericht von Der Spiegel zufolge wurden bis zu ihrem Wechsel zur Teldec im Jahr 1959 schätzungsweise insgesamt acht Millionen Valente-Platten verkauft. Die Aufnahmen von Malaguena (1954), Steig in das Traumboot der Liebe (1956), Wo meine Sonne scheint, Tipitipitipso (1957) und Spiel noch einmal für mich, Habanero (1958) erzielten Verkäufe zwischen einigen Hunderttausenden bis zu einer Dreiviertelmillion. Ihre erfolgreichste Veröffentlichung ist die Single The Breeze and I mit über einer Million verkauften Einheiten.

## Alben

### Studioalben
| Jahr | Titel               | Höchstplatzierung, Gesamtwochen/‑monate, AuszeichnungChartplatzierungen (Jahr, Titel, Platzierungen, Wochen/Monate, Auszeichnungen, Anmerkungen) | Höchstplatzierung, Gesamtwochen/‑monate, AuszeichnungChartplatzierungen (Jahr, Titel, Platzierungen, Wochen/Monate, Auszeichnungen, Anmerkungen) | Höchstplatzierung, Gesamtwochen/‑monate, AuszeichnungChartplatzierungen (Jahr, Titel, Platzierungen, Wochen/Monate, Auszeichnungen, Anmerkungen) | Höchstplatzierung, Gesamtwochen/‑monate, AuszeichnungChartplatzierungen (Jahr, Titel, Platzierungen, Wochen/Monate, Auszeichnungen, Anmerkungen) | Anmerkungen                                         |
| Jahr | Titel               | DE | UK | US | IT | Anmerkungen                                         |
| ---- | ------------------- | --- | --- | --- | --- | --------------------------------------------------- |
| 1962 | Deutsche Evergreens | DE25 (2 Mt.)DE | — | — | — | Charteinstieg: 15. August 1962 mit Silvio Francesco |

grau schraffiert: keine Chartdaten aus diesem Jahr verfügbar
Weitere Studioalben
- 1956: Olé Caterina (mit Silvio Francesco)
- 1957: Plenty Valente!
- 1958: A Toast To The Girls
- 1958: Arriba Caterina
- 1960: Latein-Amerikanische Rhythmen / Fire & Frenzy (mit Edmundo Ros)
- 1960: Classics With A Chaser (mit Werner Müller & His Orchestra)
- 1960: Personalità
- 1961: Deutsche Evergreens – frisch gestrichen
- 1961: Superfonics
- 1962: Caterina En France
- 1962: South Of The Border
- 1962: The Many Voices Of Caterina Valente And Silvio Francesco
- 1963: Canta Luiz Bonfà
- 1963: Melodie d’Amour – Great Continental Hits
- 1963: My Souvenirs From USA
- 1964: I Happen To Like New York
- 1964: Pariser Chic, Pariser Charme
- 1964: Songs I’ve Sung On The Perry Como Show
- 1964: Tanz mit Catrin
- 1964: Valente & Violins
- 1965: Die Caterina Valente Singers
- 1965: Wenn es Nacht wird in den Städten
- 1966: All Time Valente Hits
- 1966: Go Latin With Caterina And Silvio
- 1966: The Intimate Valente
- 1967: Happy Caterina
- 1968: Sweet Beat
- 1969: Latin Together (mit Edmundo Ros)
- 1971: Super Star Sound – Latin Voices and Guitars (mit Silvio Francesco)
- 1972: Soleil lève-toi
- 1973: Love
- 1973: Wake Up And Shake Up
- 1974: Ich wär’ so gern bei Dir
- 1975: Now
- 1975: So bin ich zu Dir
- 1975: This Is Me
- 1977: Am Anfang war die Liebe
- 1978: Musik ist mein Leben
- 1980: Schenk’ mir Musik
- 1986: ‘86 (Deutsche Version) (& The Count Basie Orchestra)
- 1986: ‘86 (Englische Version) (& The Count Basie Orchestra)
- 1987: Ich bin...
- 1990: A Briglia Sciolta
- 2001: Girltalk (mit Catherine Michel)

#### Mitwirkung
- 1963: All Star Festival – Benefiz-LP für die Flüchtlingshilfe der Vereinten Nationen (Erstveröffentlichung des Titels "La Golondrina", aufgenommen im Juli 1962, anschließend der Solo-LP "All Time Valente Hits" im Erscheinungsjahr 1966 zugefügt)[3]
- 1975: Canto De Patria – Homenaje A Pepe Guízar (Titel "Chapala")
- 1975: Musik ist Trumpf (Doppel-LP zur ZDF-Sendung)
- 1975: Hätten Sie heut’ Zeit für mich? (LP zur ZDF-Sendung)
- 1976: Musik ist Trumpf – Stars und Schlager (LP zur ZDF-Sendung)
- 1978: Höhepunkte aus Musik ist Trumpf (LP zur ZDF-Sendung)
- 1978: Südfunk-Rhythmus (Titel Ob Du wohl denkst an mich und Temptation Rag mit Silvio Francesco)
- 1979: Da bist du ja (Manfred-Krug-LP, Titel "Ade")
- 1980: Ihre Wunschmelodien aus Musik ist Trumpf (Peter-Alexander-LP zur ZDF-Sendung)
- 1980: So wird’s nie wieder sein (LP zur ZDF-Sendung)
- 1982: Mit Musik geht alles besser (LP zur ZDF-Sendung)
- 1982: Erwin Lehn und sein Südfunk-Tanzorchester 1 (Titel Hey)
- 1984: Südfunk-Rhythmus (Titel Als die Erde war geboren)
- 198?: Erwin Lehn und sein Südfunk-Tanzorchester 4 (Titel Spielt, Musikanten, 1984)
- 1984: Musik liegt in der Luft (LP zur ZDF-Sendung)
- 1988: Tag des Deutschen Schlagers (CD zur ARD-Sendung)
- 1991: Zehn Jahre Südfunk-Ball (mit Studioaufnahmen von 1981, Erwin Lehn und sein Südfunk-Tanzorchester)
- 1997: Die frühen Jahre – Kurt Edelhagen und sein Orchester (CD mit Rundfunkaufnahmen von 1953 bis 1955)
- 2002: From The Heart – Eric van Aro jr. (Duett Letters That Cross In The Mail und Titel Rhythm In My Nursery Rhymes mit Eric van Aro als Sänger, Caterina Valente an der Gitarre und Silvio Francesco an der Klarinette)
- 2005: Valente trifft Edelhagen (Neuveröffentlichung von Die frühen Jahre mit Jeder Tag von 1973)
- 2003: Souvenirs aus Tokio – Die Peanuts (Volkslieder-Medley und Hits A Go Go-Medley aus Die Caterina Valente Show 1967)
- 2011: Hesse Projekt – Schönherz & Fleer (CD mit Hermann-Hesse-Rezitation von Caterina Valente, Musik: Till Brönner)

### Livealben
- 1969: Caterina Valente Live (LP zur Neue Revue-Tournee)
- 1969: Welcome Caterina (Sonderauflage zur Neue Revue-Tournee mit zusätzlichen Live-Titeln)
- 1970: Live at the Talk of the Town
- 1975: The Live Concert Album
- 1977: Bonjour Catrin (Live-Aufnahmen aus der gleichnamigen ZDF-Show)
- 1998: Live from Paradise Island Bahamas, April 1969 (Unofficial Bootleg Recording)
- 2000: Kurt Weill – American Songs
- 2006: Live 1968 – CD & DVD
- 2007: In Las Vegas – Live at the Desert Inn 1964
- 2017: The Jazz Singer (CD mit Live-Rundfunkaufnahmen der 1950er-Jahre)

#### Mitwirkung
- 1954: Deutsches Jazz-Festival 1954 (1990 Wiederveröffentlichung als Deutsches Jazz-Festival 1954 & 1955)
- 2010: New Latin Quarter Presents The Jazz & Blues Collection Vol. 1 (inkl. Live-Version von How Deep Is The Ocean aus den 1960er-Jahren)

### Werkausgaben
- 1962: Catrin – Zum 25jährigen Bühnenjubiläum von Caterina Valente (limitierte Sonderauflage mit Erzählungen von Caterina Valente)
- 1990: The One And Only (International Decca Recordings)
- 1991: The International (International Decca Recordings)
- 1993: Superhits – 40 Songs aus 40 Jahren (Erstveröffentlichung von They Dance Alone & How Do You Keep The Music Playing, Duett mit Sohn Eric)
- 1996: Auf der Straße der Erinnerung (Erstveröffentlichung von If It's Magic & Knocks Me Off My Feet)
- 1995: Mit 1000 Träumen durch die Zeit (Die deutschen Decca-Aufnahmen von 1959–1974)
- 1999: Stairway To The Stars – Auf der Treppe zu den Sternen (The Complete Polydor Recordings 1954–1958)
- 2000: With a Song in My Heart (The International Decca Recordings 1959–1973 & RCA Audition 1959)
- 2002: Du bist Musik – Die Filme (sämtliche Aufnahmen zu den Kinofilmen 1954–1962)
- 2009: Je Chante – Caterina Valente En France (Decca Recordings 1959–1963)
- 2010: Personalità – Caterina Valente In Italia (Decca Recordings 1959–1966)

### Kompilationen (Auswahl)
- 1956: A Date with Caterina Valente
- 1956: The Hi-Fi Nightingale
- 1956: Ein Gruss von Caterina Valente
- 1958: Caterina Valente
- 1959: Weltschlager mit Caterina Valente
- 1962: Ihre grossen Erfolge
- 1963: The Best of Caterina Valente
- 1964: Valente-Tournee
- 1965: Caterina Valente’s Greatest Hits
- 1968: Schlager, Lieder und Chansons
- 1969: Bentornata Caterina (Zusammenstellung der Singles bei CBS Italiana)
- 1970: Ganz Paris träumt von der Liebe – Caterina Valente singt ihre Welterfolge
- 1975: International
- 1976: Starportrait
- 1984: Bonjour Caterina Valente
- 1989: Das grosse deutsche Schlager-Archiv (Split-Album mit Vittorio Casagrande)
- 1996: Einfach das Beste
- 2002: Caterina Valente in New York (Wiederveröffentlichung von Plenty Valente 1957)
- 2004: Caterina Valente in London
- 2005: Die Telefunken-Jahre 1959–1974
- 2006: Danke Schön – Die schönsten Hits aus fünf Jahrzehnten
- 2007: Große Erfolge
- 2008: Encore of Golden Hits
- 2008: Kult Welle – 25 Lieder
- 2008: Tipitipitipso
- 2008: Schlagerjuwelen – Ihre großen Erfolge
- 2009: Bravo Caterina
- 2009: Musik liegt in der Luft
- 2010: Golden Greats
- 2011: Olé Plenty Valente!
- 2011: Danke Caterina – Die 50 schönsten Hits
- 2012: Danke Caterina – Die 50 schönsten Hits – Folge 2
- 2012: Portrait
- 2012: Canta in italiano
- 2013: Ihre großen Erfolge
- 2013: Early Chet: Chet Baker in Germany 1955–1959
- 2013: Eight Classic Albums
- 2015: Danke Caterina – Die 50 schönsten Hits – Folge 3
- 2021: Electrola... Das ist Musik (3-CD-Box mit Manuel und Flamenco Español in Spanisch)

### EPs (Auswahl)
- 1955: Sing’ Caterina (mit Paul Durand & seinem Orchester)
- 1956: Tú eres Música (mit Silvio Francesco & Kurt Edelhagen)
- 1956: Du bist Musik (mit Silvio Francesco)
- 1956: Chante
- 1956: Coco Polka
- 1957: Take Her to Your Heart
- 1958: Schlager-Vierlinge (mit Peter Alexander)
- 1958: Syng for mig, Caterina
- 1958: Goldene Träume von der Ferne
- 1959: Jérémie voici l’heure
- 1959: Haiti Cherie / Somebody Stole the Wedding Bell / Casa da lolo / El mosquito
- 1960: Caterina Valente en Madrid
- 1960: Quizas quizas / Dos cruces / Una aventura Mas / Copacabana
- 1960: Poker D’Assi
- 1960: La grande Caterina
- 1961: Hits mit Catrin
- 1961: Caterina Valente
- 1961: Sing mit mir (mit Silvio Francesco)
- 1962: Schneewitchen und die sieben Gaukler
- 1962: Caterina Valente Y Silvio Francesco (mit Silvio Francesco)
- 1962: Malagueña / El manisero / Estrellita / Besame mucho
- 1963: Hubiese bailado toda la noche / En la calle donde vives / Llevame a tiempo a la iglesia / Samba de una nota
- 1963: Bossa Nova (mit Luiz Bonfá)

## Singles

Ganz Paris träumt von der Liebe

The Breeze and I

| Jahr | Titel Album                                                   | Höchstplatzierung, Gesamtwochen/‑monate, AuszeichnungChartplatzierungen (Jahr, Titel, Album, Platzierungen, Wochen/Monate, Auszeichnungen, Anmerkungen) | Höchstplatzierung, Gesamtwochen/‑monate, AuszeichnungChartplatzierungen (Jahr, Titel, Album, Platzierungen, Wochen/Monate, Auszeichnungen, Anmerkungen) | Höchstplatzierung, Gesamtwochen/‑monate, AuszeichnungChartplatzierungen (Jahr, Titel, Album, Platzierungen, Wochen/Monate, Auszeichnungen, Anmerkungen) | Höchstplatzierung, Gesamtwochen/‑monate, AuszeichnungChartplatzierungen (Jahr, Titel, Album, Platzierungen, Wochen/Monate, Auszeichnungen, Anmerkungen) | Anmerkungen                                                                                      |
| Jahr | Titel Album                                                   | DE | UK | US | IT | Anmerkungen                                                                                      |
| ---- | ------------------------------------------------------------- | --- | --- | --- | --- | ------------------------------------------------------------------------------------------------ |
| 1954 | O Mama, o Mama, o Mamajo –                                    | DE6 (5 Mt.)DE | — | — | — | Erstveröffentlichung: April 1954                                                                 |
| 1954 | Ja in Madrid und Barcelona –                                  | DE6 (3 Mt.)DE | — | — | — | Erstveröffentlichung: April 1954                                                                 |
| 1954 | Istanbul –                                                    | DE16 (2 Mt.)DE | — | — | — | Charteinstieg: 1. September 1954                                                                 |
| 1954 | Ganz Paris träumt von der Liebe –                             | DE1 (9 Mt.)DE | — | — | — | Erstveröffentlichung: November 1954 Verkäufe: + 900.000                                          |
| 1955 | Wenn es Nacht wird in Paris –                                 | DE7 (3 Mt.)DE | — | — | — | Charteinstieg: 1. Februar 1955                                                                   |
| 1955 | The Breeze and I –                                            | — | UK5 (14 Wo.)UK | US13 (14 Wo.)US | — | Erstveröffentlichung: März 1955 mit Werner Müller & dem RIAS Tanzorchester Verkäufe: + 1.000.000 |
| 1955 | Baiao-Bongo –                                                 | DE2 (6 Mt.)DE | — | — | — | Charteinstieg: 1. März 1955                                                                      |
| 1955 | Babalou –                                                     | DE19 (1 Mt.)DE | — | — | — | Charteinstieg: 1. Mai 1955                                                                       |
| 1955 | Eventuell –                                                   | DE5 (7 Mt.)DE | — | — | — | Erstveröffentlichung: Juli 1955 mit Peter Alexander & Kurt Edelhagen                             |
| 1955 | Sing, Baby, Sing –                                            | DE4 (7 Mt.)DE | — | — | — | Erstveröffentlichung: Juli 1955 mit Peter Alexander                                              |
| 1955 | Chanson d’amour –                                             | DE7 (4 Mt.)DE | — | — | — | Charteinstieg: 1. Juli 1955                                                                      |
| 1955 | Fiesta Cubana –                                               | DE2 (5 Mt.)DE | — | — | — | Charteinstieg: 1. August 1955                                                                    |
| 1955 | Casanova –                                                    | DE13 (4 Mt.)DE | — | — | — | Charteinstieg: 1. September 1955                                                                 |
| 1955 | Oho-Aha –                                                     | DE12 (1 Mt.)DE | — | — | — | Charteinstieg: 1. September 1955                                                                 |
| 1955 | Es ist so schön bei dir –                                     | DE14 (1 Mt.)DE | — | — | — | Charteinstieg: 1. Oktober 1955                                                                   |
| 1955 | Nur ein Zigeuner hat soviel Sehnsucht nach den Sternen –      | DE6 (2 Mt.)DE | — | — | — | Charteinstieg: 1. Oktober 1955                                                                   |
| 1955 | Steig in das Traumboot der Liebe –                            | DE1 (8 Mt.)DE | — | — | — | Erstveröffentlichung: November 1955 mit Silvio Francesco als „Club Indonesia“                    |
| 1955 | Wie wärs –                                                    | DE2 (6 Mt.)DE | — | — | — | Erstveröffentlichung: November 1955 mit Silvio Francesco als „Club Italia“                       |
| 1955 | Bim-bam-bim-bam-Bina –                                        | DE9 (6 Mt.)DE | — | — | — | Charteinstieg: 1. November 1955                                                                  |
| 1955 | Gaucho –                                                      | DE17 (1 Mt.)DE | — | — | — | Charteinstieg: 1. November 1955                                                                  |
| 1955 | Bonjour, Kathrin –                                            | DE4 (6 Mt.)DE | — | — | — | Charteinstieg: 1. Dezember 1955                                                                  |
| 1956 | Komm ein bißchen mit nach Italien –                           | DE14 (4 Mt.)DE | — | — | — | Charteinstieg: 1. Februar 1956 mit Peter Alexander & Silvio Francesco                            |
| 1956 | O Billy Boy –                                                 | DE21 (2 Mt.)DE | — | — | — | Erstveröffentlichung: März 1956 mit Silvio Francesco als „Club Argentina“                        |
| 1956 | Es geht besser, besser, besser –                              | DE23 (2 Mt.)DE | — | — | — | Charteinstieg: 1. März 1956 mit Peter Alexander & Silvio Francesco                               |
| 1956 | Macky Messer –                                                | DE4 (3 Mt.)DE | — | — | — | Erstveröffentlichung: April 1956                                                                 |
| 1956 | Die goldenen Spangen –                                        | DE6 (5 Mt.)DE | — | — | — | Charteinstieg: 1. Juli 1956 mit Silvio Francesco als „Club Indonesia“                            |
| 1956 | Ukulele, du mußt weinen –                                     | DE15 (2 Mt.)DE | — | — | — | Charteinstieg: 1. August 1956 mit Silvio Francesco als „Club Indonesia“                          |
| 1956 | Ich wär’ so gern bei dir –                                    | DE5 (6 Mt.)DE | — | — | — | Erstveröffentlichung: Oktober 1956 mit Silvio Francesco als „Club Italia“                        |
| 1956 | Adieu, adieu, du mein schönes Samoa –                         | DE17 (3 Mt.)DE | — | — | — | Erstveröffentlichung: Oktober 1956                                                               |
| 1957 | Tipitipitipso –                                               | DE5 (3 Mt.)DE | — | — | — | Erstveröffentlichung: April 1957                                                                 |
| 1957 | Dich werd’ ich nie vergessen –                                | DE4 (7 Mt.)DE | — | — | — | Erstveröffentlichung: Mai 1957                                                                   |
| 1957 | Frag mich nie, was Heimweh ist –                              | DE8 (4 Mt.)DE | — | — | — | Erstveröffentlichung: Mai 1957                                                                   |
| 1957 | Wo meine Sonne scheint –                                      | DE1 (5 Mt.)DE | — | — | — | Erstveröffentlichung: August 1957                                                                |
| 1957 | Davon möchte ich mal Träumen –                                | DE20 (1 Mt.)DE | — | — | — | Erstveröffentlichung: August 1957 mit Silvio Francesco als „Club Manhattan“                      |
| 1957 | Spiel noch einmal für mich, Habanero –                        | DE2 (7 Mt.)DE | — | — | — | Erstveröffentlichung: November 1957                                                              |
| 1958 | Rot war der Mohn –                                            | DE28 (1 Mt.)DE | — | — | — | Charteinstieg: 1. Februar 1958 mit Silvio Francesco als „Club Manhattan“                         |
| 1958 | Diu-du-du-dei –                                               | DE30 (1 Mt.)DE | — | — | — | Charteinstieg: 1. Mai 1958                                                                       |
| 1958 | Roter Wein und Musik in Toskanien –                           | DE15 (1 Mt.)DE | — | — | — | Erstveröffentlichung: Juni 1958 mit Silvio Francesco als „Club Italia“                           |
| 1958 | Mal seh’n, Kapitän –                                          | DE8 (4 Mt.)DE | — | — | — | Erstveröffentlichung: Oktober 1958                                                               |
| 1959 | Haiti Cherie –                                                | DE17 (3 Mt.)DE | — | — | — | Erstveröffentlichung: Januar 1959                                                                |
| 1959 | Tschau Tschau Bambina…! –                                     | DE2 Gold · (5 Mt.)DE | — | — | — | Erstveröffentlichung: März 1959 Verkäufe: + 500.000                                              |
| 1959 | Rote Rosen werden blühen –                                    | DE18 (1 Mt.)DE | — | — | — | Erstveröffentlichung: Mai 1959 mit Silvio Francesco                                              |
| 1959 | La strada del amore –                                         | DE19 (4 Mt.)DE | — | — | — | Charteinstieg: 1. Juni 1959                                                                      |
| 1959 | Schau ich zum Himmelszelt –                                   | DE18 (5 Mt.)DE | — | — | — | Charteinstieg: 1. Oktober 1959                                                                   |
| 1959 | Es war in Portugal im Mai –                                   | DE23 (1 Mt.)DE | — | — | — | Charteinstieg: 1. Oktober 1959 mit Silvio Francesco                                              |
| 1960 | Till –                                                        | — | — | — | IT4 (20 Wo.)IT | Charteinstieg: 02/1960                                                                           |
| 1960 | Personalità –                                                 | — | — | — | IT2 (29 Wo.)IT | Charteinstieg: 11/1960                                                                           |
| 1960 | Oh Valentino –                                                | DE38 (1 Mt.)DE | — | — | — | Charteinstieg: 1. Mai 1960                                                                       |
| 1960 | Zuviel Tequila (Too Much Tequila) –                           | DE20 (5 Mt.)DE | — | — | — | Charteinstieg: 1. Mai 1960                                                                       |
| 1960 | Itsy Bitsy Teenie Weenie Honolulu-Strand-Bikini –             | DE1 (5 Mt.)DE | — | — | — | Charteinstieg: 1. August 1960 mit Silvio Francesco als „Club Honolulu“                           |
| 1960 | Ein Schiff Wird Kommen (Hafen von Piräus) –                   | DE1 Gold · (7 Mt.)DE | — | — | — | Charteinstieg: 1. September 1960 Verkäufe: + 500.000                                             |
| 1960 | Rosalie, mußt nicht weinen –                                  | DE7 (6 Mt.)DE | — | — | — | Charteinstieg: 1. Oktober 1960                                                                   |
| 1960 | Einen Ring mit zwei blutroten Steinen –                       | DE6 (6 Mt.)DE | — | — | — | Charteinstieg: 1. Oktober 1960                                                                   |
| 1961 | Pepe –                                                        | DE3 (4 Mt.)DE | — | — | — | Erstveröffentlichung: Februar 1961                                                               |
| 1961 | Matrosen aus Pyräus (Wenn Matrosen von Pyräus Tanzen geh’n) – | DE12 (3 Mt.)DE | — | — | — | Erstveröffentlichung: Februar 1961                                                               |
| 1961 | Schick’ mir einen Gruss –                                     | DE26 (2 Mt.)DE | — | — | — | Charteinstieg: 1. März 1961                                                                      |
| 1961 | Ein Seemannsherz –                                            | DE5 (3 Mt.)DE | — | — | — | Erstveröffentlichung: April 1961                                                                 |
| 1961 | Der Sheriff von Arkansas ist ’ne Lady –                       | DE6 (4 Mt.)DE | — | — | — | Erstveröffentlichung: Juli 1961                                                                  |
| 1961 | Non dimenticar le mie parole –                                | — | — | — | IT8 (5 Wo.)IT | Charteinstieg: 33/1961                                                                           |
| 1961 | Kommt ein Schiff nach Amsterdam –                             | DE9 (2 Mt.)DE | — | — | — | Erstveröffentlichung: September 1961                                                             |
| 1961 | Ich mach’ mir nix aus Prinzen und aus Grafen –                | DE12 (2 Mt.)DE | — | — | — | Erstveröffentlichung: September 1961                                                             |
| 1961 | I due volti –                                                 | — | — | — | IT14 (1 Wo.)IT | Charteinstieg: 49/1961                                                                           |
| 1962 | The Peppermint Twist –                                        | DE8 (6 Mt.)DE | — | — | — | Erstveröffentlichung: Februar 1962 mit Silvio Francesco                                          |
| 1962 | Twistin’ the Twist –                                          | — | — | — | IT10 (10 Wo.)IT | Charteinstieg: 06/1962                                                                           |
| 1962 | Mein Ideal –                                                  | DE14 (5 Mt.)DE | — | — | — | Charteinstieg: 1. März 1962                                                                      |
| 1962 | Weisse Möwe, flieg in die Ferne –                             | DE35 (1 Mt.)DE | — | — | — | Erstveröffentlichung: März 1962                                                                  |
| 1962 | Quando, quando –                                              | DE9 (7 Mt.)DE | — | — | — | Erstveröffentlichung: April 1962 mit Silvio Francesco                                            |
| 1962 | Rosen sind rot (Roses Are Red) –                              | DE7 (5 Mt.)DE | — | — | — | Erstveröffentlichung: Juli 1962                                                                  |
| 1962 | Madison in Mexico –                                           | DE4 (5 Mt.)DE | — | — | — | Charteinstieg: 1. November 1962                                                                  |
| 1963 | Hochzeit in Louisiana –                                       | DE26 (1 Mt.)DE | — | — | — | Erstveröffentlichung: Februar 1963                                                               |
| 1963 | Hawaiiana Melodie –                                           | DE32 (3 Mt.)DE | — | — | — | Charteinstieg: 1. April 1963                                                                     |
| 1963 | Lup di lu –                                                   | DE11 (2 Mt.)DE | — | — | — | Charteinstieg: 1. April 1963 mit Silvio Francesco                                                |
| 1963 | Goodbye, Hawaii –                                             | DE46 (1 Mt.)DE | — | — | — | Charteinstieg: 1. August 1963                                                                    |
| 1963 | I Love You –                                                  | DE17 (3 Mt.)DE | — | — | — | Charteinstieg: 1. September 1963 mit Silvio Francesco                                            |
| 1963 | Amo solo te –                                                 | — | — | — | IT13 (3 Wo.)IT | Charteinstieg: 52/1963                                                                           |
| 1964 | Schiff der schönen Träume –                                   | DE49 (1 Mt.)DE | — | — | — | Erstveröffentlichung: Januar 1964                                                                |
| 1964 | Das and’re Gesicht –                                          | DE30 (3 Mt.)DE | — | — | — | Erstveröffentlichung: Mai 1964                                                                   |
| 1964 | Das war der erste Kuss –                                      | DE41 (1 Mt.)DE | — | — | — | Erstveröffentlichung: September 1964                                                             |
| 1965 | Es gibt keinen andren Weg –                                   | DE23 (1 Mt.)DE | — | — | — | Erstveröffentlichung: Januar 1965                                                                |
| 1965 | Laß mich nicht so lang allein –                               | DE37 (½ Mt.)DE | — | — | — | Erstveröffentlichung: Mai 1965                                                                   |
| 1966 | Kismet –                                                      | DE30 (2 Mt.)DE | — | — | — | Erstveröffentlichung: Januar 1966                                                                |
| 1978 | Manuel –                                                      | DE16 (19 Wo.)DE | — | — | — | Charteinstieg: 23. Oktober 1978                                                                  |

grau schraffiert: keine Chartdaten aus diesem Jahr verfügbar
Weitere Singles (Auswahl)
- 1954: Malaguena
- 1954: Schwarze Engel
- 1954: El Mosquito
- 1955: Siboney
- 1956: Andalucia
- 1956: Tschi-Bam, tschi-bam-bo-bam-billa (mit Silvio Francesco)
- 1956: Du wirst alles vergessen
- 1957: Bravo, Caterina (mit Silvio Francesco)
- 1957: Liebe, Tanz und 1000 Schlager (mit Peter Alexander)
- 1957: Melodia d’amore
- 1958: Pardon, Madame
- 1958: Musik liegt in der Luft
- 1958: Ich laß dich niemals mehr allein (Es war einmal ein Herz) (mit Silvio Francesco als „Club Manhattan“)
- 1958: Am Golf von Mexiko
- 1958: Mine, Mine, Mine (Dich werd’ ich nie vergessen)
- 1959: Alles dreht sich um die Liebe
- 1959: Bongo Cha-Cha-Cha
- 1959: Secret Love
- 1960: Schade!
- 1960: Die Señoritas von San Salvador
- 1961: Die kleine Stadt will schlafen geh’n (mit Silvio Francesco)
- 1962: Kleiner Gonzales (mit Silvio Francesco)
- 1962: Popocatepetl-Twist (mit Silvio; DE: Gold; Verkäufe: + 500.000[5])
- 1962: Was wird aus mir?
- 1962: Einmal weht der Südwind wieder (mit Silvio)
- 1963: Tra-la-la-la-la
- 1963: Parlez-moi d’amour
- 1963: Piano-Jack aus Dixieland (mit Silvio Francesco)
- 1964: Oh Go Home
- 1965: Und dann kam der Mondenschein
- 1966: Drei Worte, drei Lügen
- 1966: Jonny’s Nachtmusik
- 1967: Auch der schönste Tag geht mal zu Ende
- 1967: Sorry
- 1968: I’ll Be Loving You (mit Silvio)
- 1968: Das kann schon morgen anders sein
- 1968: Melodie
- 1968: Una canzone
- 1968: Traumland der Liebe
- 1968: Vieni, vieni
- 1970: So wie ein Riesenrad
- 1970: Manolo
- 1971: Wärst du eine Königin
- 1971: Es lebe die Liebe
- 1973: Garcon
- 1975: Wo die Musikanten sind
- 1975: So bin ich zu dir
- 1976: Cheerio
- 1976: Wenn du mich noch magst
- 1976: Maria Negra
- 1976: True Love
- 1977: Frutti di mare
- 1978: Durch den Regen
- 1979: Flamenco Español
- 1979: Mario
- 1981: Das kommt nie wieder – Jeder Tag hat neue Lieder
- 1984: Männer brauchen Liebe
- 1984: Das bittersüße Glück
- 1986: Doch meine Liebe hält mich warm
- 1987: Wenn man Freunde hat (mit Gianni Morandi, Joy Fleming & Edo Zanki)
- 1987: Männer müssen Männer sein
- 1987: Ich bin noch da

## Videoalben

### Spielfilme

#### VHS-Kassetten
- 1991: Hier bin ich – Hier bleib ich
- 1991: Und abends in die Scala
- 1991: Du bist Musik
- 1991: Das einfache Mädchen
- 1991: Liebe, Tanz und 1000 Schlager

#### DVD
- 2003: Casino de Paris (deutsche Fassung)
- 2005: Casino de Paris (französische Fassung)
- 2006: Schneewittchen und die sieben Gaukler
- 2006: Wirtschaftswunder-Kino 1 – Caterina Valente Kollektion (Du bist Musik / Hier bin ich, hier bleib ich / Du bist wunderbar)
- 2006: Wirtschaftswunder-Kino 4 – Peter Alexander Kollektion 2 (Liebe, Tanz und 1000 Schlager)
- 2016: Hotel Paradies (Gastrolle in der ZDF-Serie von 1990)
- 2017: Bonjour Kathrin
- 2018: Casino de Paris (italienische Fassung)

### Auftritte

#### VHS-Kassetten
- 20??: Bing Crosby Show (CBS-Show vom 7. November 1963)
- 2005: The Hollywood Palace (TV-Show vom 18. September 1965)

#### DVD
- 2005: In Concert (TV-Aufzeichnung aus den Niederlanden, AVRO 1962)
- 2006: Live 1968 (TV-Aufzeichnung von Caterina From Heidelberg)
- 2006: Peter Alexander – Herzlichen Glückwunsch (inkl. Bonusclip aus Die Caterina Valente Show 1968)
- 2006: Peter Alexander – Herzlichen Glückwunsch 2 (inkl. Bonusclip aus Musik ist Trumpf 1980)
- 2012: The Dean Martin Variety Show – Uncut (inkl. Showauftritt vom 14. Dezember 1967)
- 2014: Bonsoir, Kathrin! – Folge 1 bis 4
- 2015: Bonsoir, Kathrin! – Folge 7 bis 10 (plus Ausschnitte aus Bonsoir, Kathrin!, Folge 5)
- 2017: Peter Alexander – Die Spezialitäten Show – Komplettbox (inkl. Showauftritt vom 14. Februar 1971)
- 2017: The Hollywood Palace – Vol. 1 (inkl. Showauftritt vom 18. September 1965)
- 2017: The Hollywood Palace – Vol. 3 (inkl. Showauftritt vom 11. Dezember 1965)
- 2022: Die Caterina Valente Show (alle Folgen plus Bonsoir, Kathrin!, Folge 6)

#### Onlineplattformen (Pay Per View)
- 2015: Caterina Valente Presents Brazilian Music 1 (TV-Special von 1979)
- 2016: Caterina Valente Presents Brazilian Music 2 (TV-Special von 1979)
- 2016: Caterina Valente In Concert (Live-Konzert aus dem Londoner Talk Of The Town von 1975)
- 2018: Caterina Valente International (TV-Special aus Belgien von 1965)

## Statistik

### Chartauswertung
|                     | DE    | UK    | US    | IT    |
| ------------------- | ----- | ----- | ----- | ----- |
| Nummer-eins-Alben   | DE—DE | UK—UK | US—US | IT—IT |
| Top-10-Alben        | DE—DE | UK—UK | US—US | IT—IT |
| Alben in den Charts | DE1DE | UK—UK | US—US | IT—IT |

|                       | DE     | UK    | US    | IT    |
| --------------------- | ------ | ----- | ----- | ----- |
| Nummer-eins-Singles   | DE5DE  | UK—UK | US—US | IT—IT |
| Top-10-Singles        | DE36DE | UK1UK | US—US | IT4IT |
| Singles in den Charts | DE76DE | UK1UK | US1US | IT6IT |

### Auszeichnungen für Musikverkäufe
Anmerkung: Auszeichnungen in Ländern aus den Charttabellen bzw. Chartboxen sind in ebendiesen zu finden.
| Land/RegionAuszeichnungen für Musikverkäufe (Land/Region, Auszeichnungen, Verkäufe, Quellen) | Gold     | Platin | Verkäufe  | Quellen         |
| -------------------------------------------------------------------------------------------- | -------- | ------ | --------- | --------------- |
| Deutschland (BVMI)                                                                           | 3× Gold3 | —      | 1.500.000 | Einzelnachweise |
| Insgesamt                                                                                    | 3× Gold3 | —      |           |                 |